# Guarda Republicana (Síria)

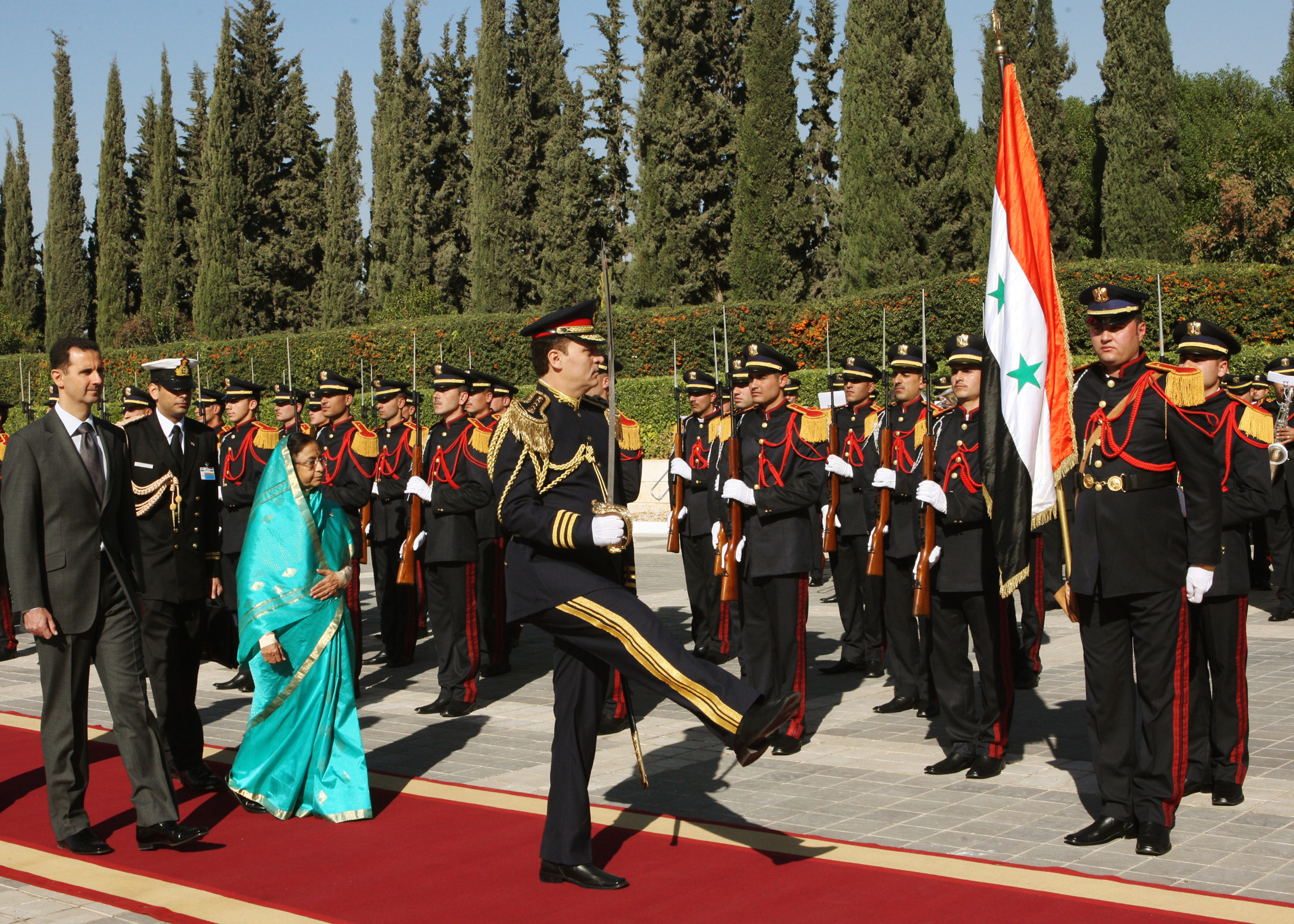
A guarda de honra da Guarda Republicana Síria saudando Pratibha Patil, da Índia, durante uma recepção cerimonial em Damasco, em 27 de novembro de 2010.

A Guarda Republicana da Síria (em árabe: الحرس الجمهوري), também conhecida como Guarda Presidencial, foi uma unidade de combate de elite do Exército Sírio na era Baathista. Eles eram compostos, principalmente, por unidades blindadas, posicionados, em sua maioria, ao redor de Damasco, para defendê-la. Eles seriam a única unidade militar com permissão para circular na capital.
Durante a recente guerra civil na Síria, a Guarda República participou de alguns dos mais violentos combates do conflito. Seus soldados também foram acusados de cometer diversos crimes de guerra.
Ao final de 2024, durante as ofensivas rebeldes, a Guarda Republicana de Assad ofereceu pouquíssima resistência, mas a maioria dos seus combatentes abandonando suas posições enquanto o regime caia.